# Samantha Sang
Cheryl Lau "Samantha" Sang (Melbourne, 5 de agosto de 1951) es una cantante australiana. Inició su carrera con el nombre artístico de Cheryl Gray. En 1967, su canción "You Made Me What I Am" llegó al número ocho de la lista de éxitos de su país. Dos años más tarde, se asentó en el Reino Unido, donde trabajó con los Bee Gees antes de retornar a su país natal en 1975. Se reconectó con los Bee Gees en 1977 y, con su canción "Emotion" alcanzó los primeros puestos en la Billboard Hot 100, en Australia y en el Reino Unido, en 1978. El álbum correspondiente, Emotion, llegó al top 30 en la Billboard 200 e incluyó otros dos éxitos de la Hot 100.